# Arau
Arau è una città della Malaysia situata nello Stato di Perlis.